# Post Mortem (Black Tide)
Post Mortem è il secondo album dei Black Tide, band heavy metal statunitense. L'album è prodotto da Josh Wilbur e GGGarth. Questo è il primo album registrato con il chitarrista Austin Diaz, subentrato a Alex Nuñez.

## Singoli
Il 17 settembre 2010 è stato pubblicato Bury Me. Il singolo contiene anche una b-side, Honest Eyes. Il secondo singolo estratto è Walking Dead Man. Il video ufficiale del singolo è stato diffuso il 14 giugno 2011. Il terzo singolo estratto è That Fire, pubblicato il 21 giugno 2011.

## Tracce
1. Ashes (feat. Matt Tuck) – 4:09
2. Bury Me – 3:53
3. Let It Out – 5:06
4. Hones Eyes – 3:57
5. That Fire – 3:30
6. Fight 'Til the Bitter End – 3:44
7. Take It Easy – 4:34
8. Lost in the Sound – 4:59
9. Walking Dead Man – 4:15
10. Into the Sky – 4:52

### US Version Bonus Tracks
1. Part of It – 4:03
2. So Broken – 6:42

### UK Version Bonus Tracks
1. Alone – 3:35
2. Give Hope – 4:51